# Hypobathrum hirtum
Hypobathrum hirtum är en måreväxtart som först beskrevs av Henry Nicholas Ridley, och fick sitt nu gällande namn av Mulyan. och Colin Ernest Ridsdale. Hypobathrum hirtum ingår i släktet Hypobathrum och familjen måreväxter. Inga underarter finns listade i Catalogue of Life.